# 마샤와 곰
《마샤와 곰》(러시아어: Ма́ша и Медве́дь)은 러시아의 텔레비전 애니메이션이다. 2009년 1월 7일부터 2022년까지 로시야 1(Россия 1)을 통해 방영했으며, 감독은 올레크 쿠좁코프(Олег Кузовков)이며 제작사 및 배급사는 아니마코르트(Анимаккорд)다. 대한민국에서는 EBS에서 처음으로 방영했으며, 현재 유튜브에서 업로드 되고 있다. 주요 수출국으로는 벨라루스, 우크라이나 등 구 소련권 뿐만 아니라 미국, 영국, 브라질, 캐나다 등 총 32개국에 수출되었다.

## 등장인물

### 주연
- 마샤 (성우 : 박나연, 조경이(한국)/ 알리나 쿠쿠시키나(시즌1~2)→바르바라 사란체바(시즌3~ )(러시아))

주인공으로 금발이 특징인 어린 소녀. 어린아이답게 사고를 많이 치고 다니고 상당히 활동적이다. 가족으로는 사촌 다샤만 나왔다. 돼지, 염소, 개를 키우고 있지만 돼지랑 염소, 개는 마샤를 피해 숨기 바쁘다.
- 곰 (성우 :  보리스 쿠트네비치)

주인공으로 수컷곰이다. 강한 괴력과 거대한 몸집을 지녔다. 이상하게 말은 안하는데 글을 쓴다. 꽤나 만드는걸 잘하며 가끔 실험을 한다. 크기는 5미터가 넘는다.

### 그 외 등장인물
- 암곰
- 토끼
- 늑대들
- 다람쥐
- 판다
- 고슴도치
- 호랑이
- 펭귄
- 다샤
- 산타
- 로지
- 반달가슴곰
- 강아지
- 염소
- 너구리

## 번외 작품

### 마샤와 노래해요
《마샤와 노래해요》는 2021년 3월 29일부터 5월 4일까지 방영했다. 마샤와 친구들이 함께 부르는 동요 애니메이션이다.

## 같이 보기
- 유튜브 최다 조회수 영상 목록